# Auxetický materiál
Auxetický materiál je materiál, jež má záporné Poissonovo číslo. Pokud se tedy tento materiál natáhne v jednom směru, roztáhne se i ve směru kolmém. Pojem auxetický vychází z řeckého αυξητόζ, což znamená zvětšitelný. Uvedené označení bylo poprvé uvedeno v roce 1991 v článku profesora Kena Evanse a spoluautorů v časopise Nature.

## Popis
Záporné Poissonovo číslo obvykle souvisí s natáčením vnitřní struktury materiálu. Často je proto možné pozorovat auxetické chování u materiálů sestávajících z tuhých struktur propojených poddajnými prvky. Auxetické materiály bývají často porézní či mají buněčnou strukturou. Jako auxetické se také chovají výrazně anizotropní materiály bez speciální vnitřní struktury při zatížení v určitém směru. Záporné Poissonovo číslo může rovněž souviset s fázovou transformací materiálu.

## Příklady
- Polymerní pěny vyrobené všestranným stlačením a zahřátím neauxetických pěn.[2][3][4]
- Kovové pěny vyrobené postupným stlačováním neauxetických pěn ve třech kolmých směrech.[3]
- Mikroporézní polymerní materiály vyrobené sintrováním mikrogranulátu, které je následováno extruzí.[5][6][7]
- Lamináty s určitou skladbou vysoce anizotropních vrstev. Záporné Poissonovo číslo může být pozorováno při deformaci po tloušťce laminátu, či ve směru vrstev laminátu.[8][9][10][11]
- Voštiny s nekonvexními buňkami či chirální strukturou.[12][13][14][15]
- Speciální pleteniny[16][17] a tkaniny.[18]
- Monokrystaly řady kovů s plošně i prostorově středěnou kubickou krystalovou mřížkou.[19]
- α-cristobalit[20]
- Vlákna různých druhů pavouků (Argiope aurantia, Latrodectus hesperus, Nephila clavipes, Peucetia viridans).[21]
- Některé druhy papíru vykazují nárůst tloušťky při tahovém zatížení v rovině papíru.[22][23]
- Šlachy při mírném zatížení (Achillova šlacha, musculus peroneus brevis či šlachy z ovce a prasete). Auxetické chování může být omezeno jen na některé kombinace směru zatížení a směru příčné deformace.[24]

Auxetické struktury při tahovém zatížení ve svislém směru
Tuhé pruty propojené rotačními vazbami.
Zvlněný plech připojený k trubkám.
Chirální struktura

## Přehledové články o auxetických materiálech
- LAKES, Roderic S. Advances in negative Poisson's ratio materials. Advanced Materials. 1993, roč. 5, čís. 4, s. 293–296.
- EVANS, Ken E; ALDERSON, K L. Auxetic materials: the positive side of being negative. Engineering Science and Educational Journal. 2000, roč. 9, čís. 4, s. 148–154.
- YANG, Wei; LI, Zhong-Ming; SHI, Wei. Review on auxetic materials. Journal of Materials Science. 2004, roč. 39, čís. 10, s. 3269–3279.
- ALDERSON, A; ALDERSON, K L. Auxetic materials. Proceedings of the Institution of Mechanical Engineers. Part G: Journal of Aerospace Engineering. 2007, roč. 221, čís. 4, s. 565–575.
- [13]
- [14]